# 紀元前672年
紀元前672年（きげんぜん672ねん）は、西暦（ローマ暦）による年。紀元前1世紀の共和政ローマ末期以降の古代ローマにおいては、ローマ建国紀元82年として知られていた。紀年法として西暦（キリスト紀元）がヨーロッパで広く普及した中世時代初期以降、この年は紀元前672年と表記されるのが一般的となった。

## 他の紀年法
- 干支 : 己酉
- 中国
  - 周 - 恵王5年
  - 魯 - 荘公22年
  - 斉 - 桓公14年
  - 晋 - 献公5年
  - 秦 - 宣公4年
  - 楚 - 荘敖5年
  - 宋 - 桓公10年
  - 衛 - 恵公28年
  - 陳 - 宣公21年
  - 蔡 - 穆侯3年
  - 曹 - 荘公30年
  - 鄭 - 文公元年
  - 燕 - 荘公19年
- 朝鮮
  - 檀紀1662年
- ユダヤ暦 : 3089年 - 3090年

## できごと

### 中国
- 陳の人が太子禦寇（中国語版）を殺した。陳完と顓孫が斉に亡命した。
- 魯の荘公が斉の高傒と防で会盟した。
- 楚の荘敖が弟の熊惲を殺そうとして失敗し、熊惲は随に亡命した。熊惲は随の国人の助けを借りて、堵敖を襲って殺害した。

## 死去
- 楚の荘敖